# Metaclides
Metaclides (en grec Μετακλείδης Metacleides) va ser un filòsof peripatètic grec. Va escriure sobre Homer. És citat per Tatià i Suides. Hi ha discussió sobre si el seu nom era Mataclides o Megaclides.